# Karol Okoński
Karol Stanisław Okoński (ur. 7 maja 1976 w Gdańsku) – polski menedżer, informatyk i urzędnik państwowy, w latach 2016–2018 podsekretarz stanu, a w latach 2018–2019 sekretarz stanu w Ministerstwie Cyfryzacji.

## Życiorys
Absolwent Wydziału Zarządzania i Ekonomii Politechniki Gdańskiej, gdzie w 2001 ukończył studia z inżynierii produkcji i zarządzania. Studiował także na Karlsruher Institut für Technologie oraz odbył studia podyplomowe z dziennikarstwa i public relations na Uniwersytecie Łódzkim. Ukończył kursy i zdobył certyfikaty z zakresu zarządzania projektami i informatyki (m.in. PRINCE2 Practitioner, ITIL i PMP).
Od 2001 do 2012 pracował dla firmy doradczej Accenture sp. z o.o., gdzie awansował od informatyka, analityka i account managera do menedżera projektów. Następnie pracował jako szef działu IT w Poczta Polska Usługi Cyfrowe i wiceszef działu technologii w Nest Banku (wówczas FM Bank PBP). Od 2016 prowadził własne przedsiębiorstwo z zakresu doradztwa biznesowego i informatycznego. Zajmował się projektami integracyjnymi, zarządzaniem zmianą i cyklem wytwórczym oprogramowania.
20 czerwca 2016 powołany na stanowisko wiceministra cyfryzacji. Był członkiem Komisji Wspólnej Rządu i Samorządu Terytorialnego oraz Współprzewodniczącym Zespołu ds. Społeczeństwa Informacyjnego KWRiST. Oprócz tego przewodniczył Pionowi IT i Komitetowi Sterującemu w ministerstwie, nadzorując między innymi e-dowód oraz Centralną Ewidencję Pojazdów i Kierowców. 10 lipca 2018 awansowany do rangi sekretarza stanu, został też pełnomocnikiem rządu ds. cyberbezpieczeństwa. 16 grudnia 2019 został odwołany z zajmowanych stanowisk.
W kwietniu 2020 został dyrektorem pionu praktyki ds. cyberbezpieczeństwa na Polskę i region CEE w PwC. Od 2025 odpowiada za cyberbezpieczeństwo we Frontexie (Europejskiej Agencji Straży Granicznej i Przybrzeżnej). 

## Życie prywatne
Żonaty, ma dwoje dzieci. Posługuje się językiem hiszpańskim, niemieckim i angielskim.